# Мшенцы
Мше́нцы — село в Бологовском районе Тверской области. Находится в 4 км от станции Алешинка Октябрьской железной дороги.
В селе когда-то был мужской монастырь, от которого осталась каменная церковь пресвятой великомученицы Параскевы Пятницы, построенная в 1864 году. закрыта в 1937 году. Вновь открыта в 1998 году (настоятель храма — протоиерей Рачёв Сергий Арефиевич). В церкви проводятся реставрационно-восстановительные работы.
В окрестностях села находятся уникальные мощные восходящие родники — два больших, пять поменьше и множество мелких , вода в которых имеет постоянную температуру +4 °C.
Над одним из родников сооружена деревянная часовня иконы Казанской Божией Матери. Интересна история возведения часовни. Перед началом Отечественной войны 1812 года в селе Мшенцы была обретена икона Казанской Божией Матери. Она лежала на дне водоема, и при каждой попытке поднять её на поверхность образ терялся. Местные жители рассказали об этом своему священнику. И только после того, как батюшка совершил Божественную литургию, икону Богородицы достали из воды и торжественным крестным ходом перенесли в храм великомученицы Параскевы Пятницы. Там Казанский образ Божией Матери находился более 100 лет. На месте чудесного обретения иконы построили часовню. В 1937 году икона была утеряна.
В 1916 году мшенские родники в своем очерке «Чаша неотпитая» воспел Николай Константинович Рерих. В 80-е годы XX-го столетия краевед из города Окуловка Новгородской области Л. Э. Бриккер установил на большом камне, находящемся между церковью Параскевы Пятницы и одним из родников, памятную доску со словами Н. К. Рериха из его очерка:

«Точно неотпитая чаша стоит Русь. Неотпитая чаша — полный целебный родник. Среди обычного луга притаилась сказка. Самоцветами горит подземная сила, Русь верит и ждет»
Впоследствии доска была разбита вандалами.
11 сентября 2000 года силами Тверской Рериховской организации в присутствии представителей городов Тверь, Москва, Ярославль, Рыбинск и при поддержке руководителей отдела культуры Бологовской администрации и городского краеведческого музея памятная плита была восстановлена.
В 2010—2011 г. принято решение о строительстве скоростной автодороги Москва — Санкт-Петербург. Проектируемая трасса обходит с запада «Родники Мшенцы» и дер. Мшенцы. Расстояние от ближайшего дома д. Мшенцы до оси трассы дороги составляет 860 м, основного источника № 1 (купальня у родника Казанской Богородицы).
В соответствии с проведенной в 2013 г общественной экологической экспертизы (ОЭЭ) проекта "Оценка воздействия скоростной автомобильной дороги Москва — Санкт-Петербург (М-11, 6 этап) на территорию расположения памятника природы «Родники Мшенцы», которые свидетельствуют, что здесь имеется достаточно сложная геологическая и гидрогеологическая обстановка, отягощенная карстом. Однако это обстоятельство не является препятствием для сохранения трассы дороги неизменной, осуществления работ по её строительству и эксплуатации.

## Население
| 2010 |
| ---- |
| 12   |

## Галерея

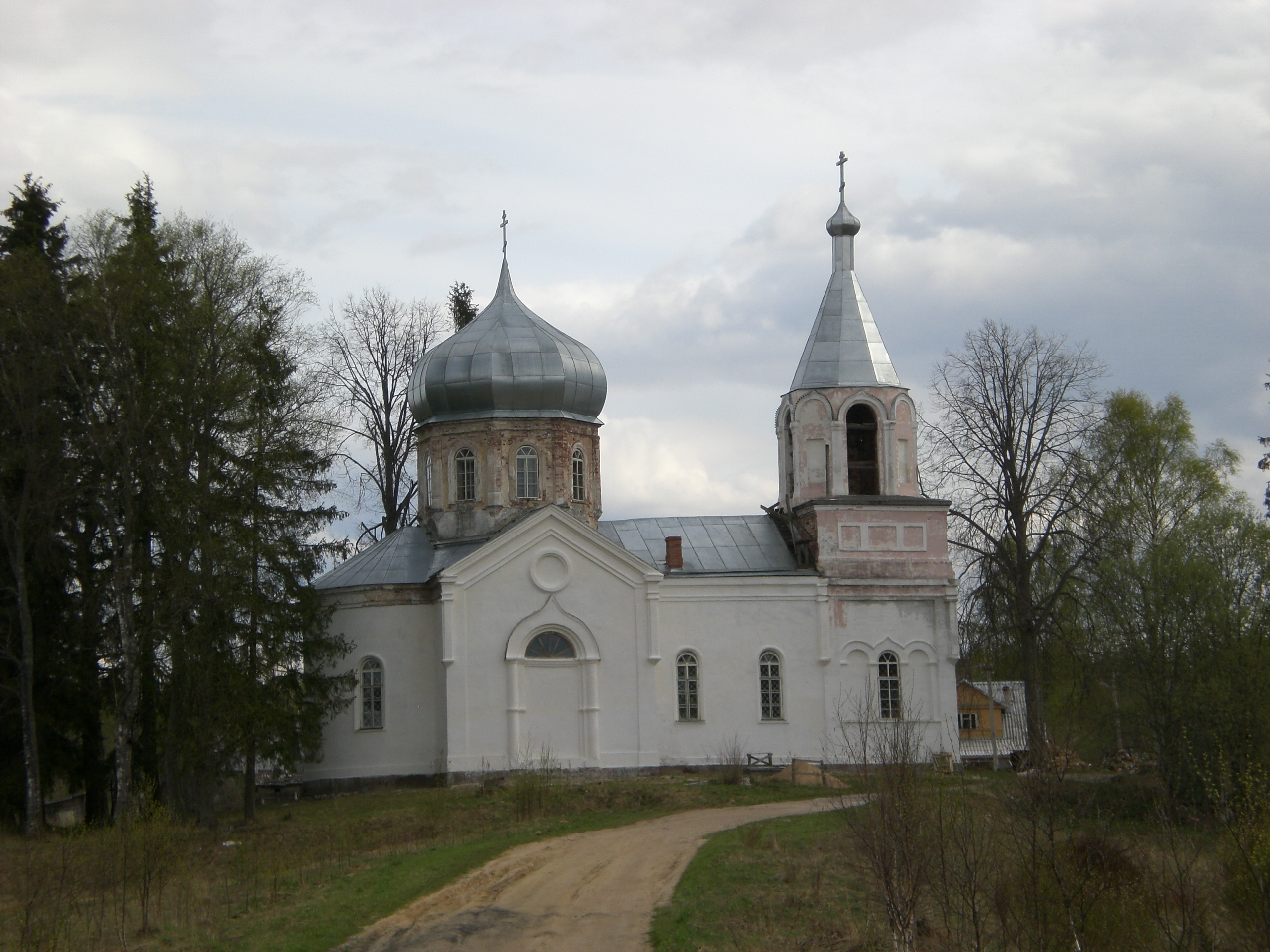
Церковь пресвятой великомученицы Параскевы Пятницы
Часовня иконы Казанской Божией Матери
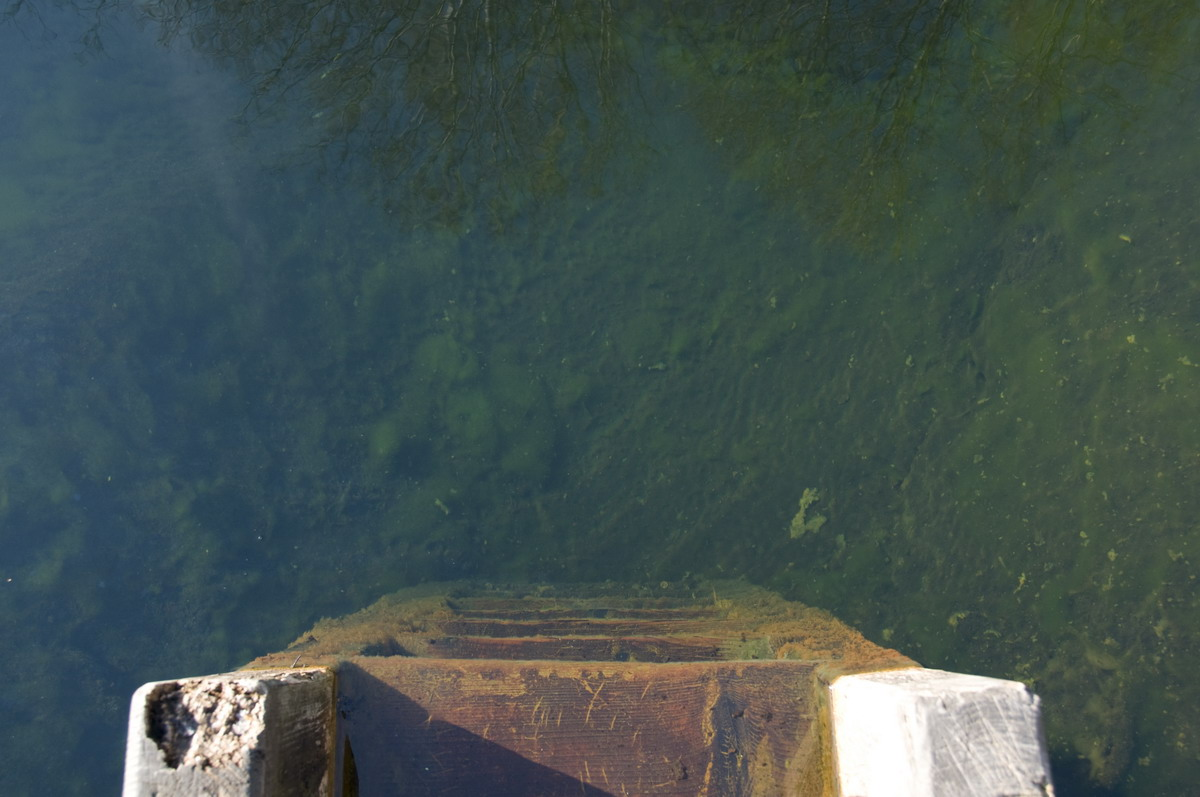
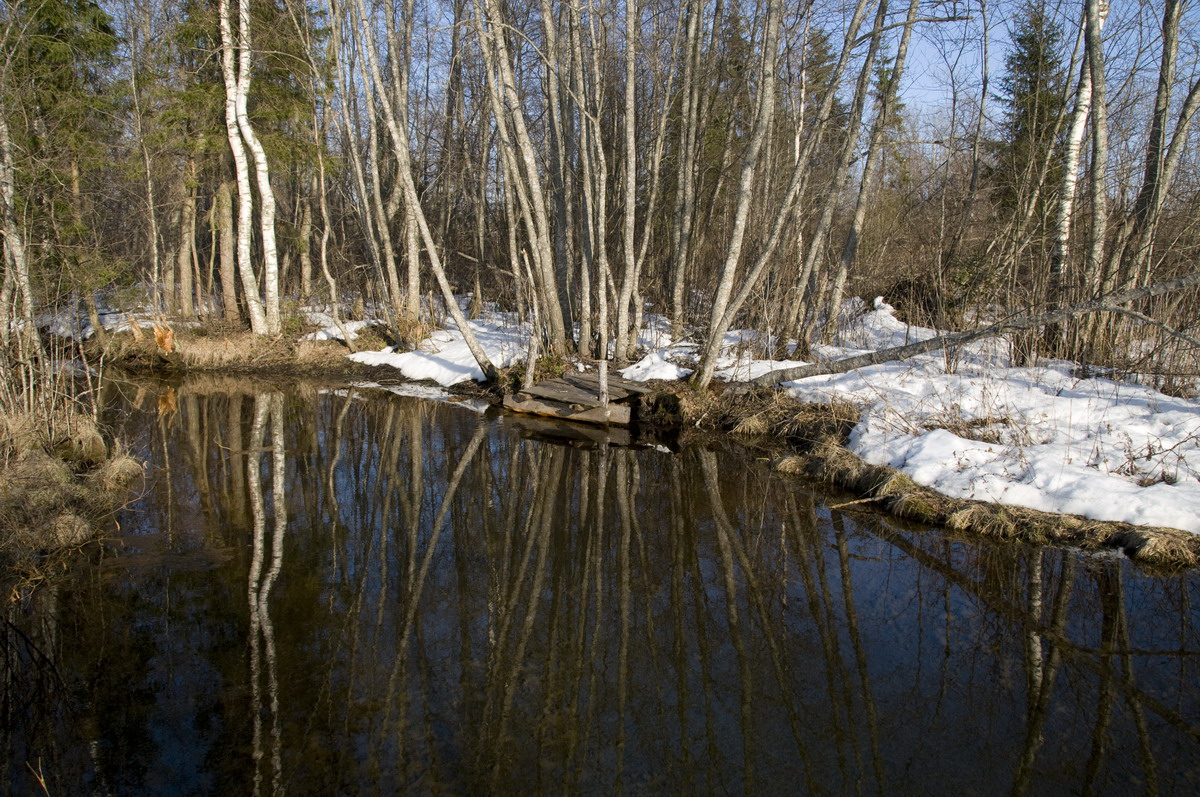
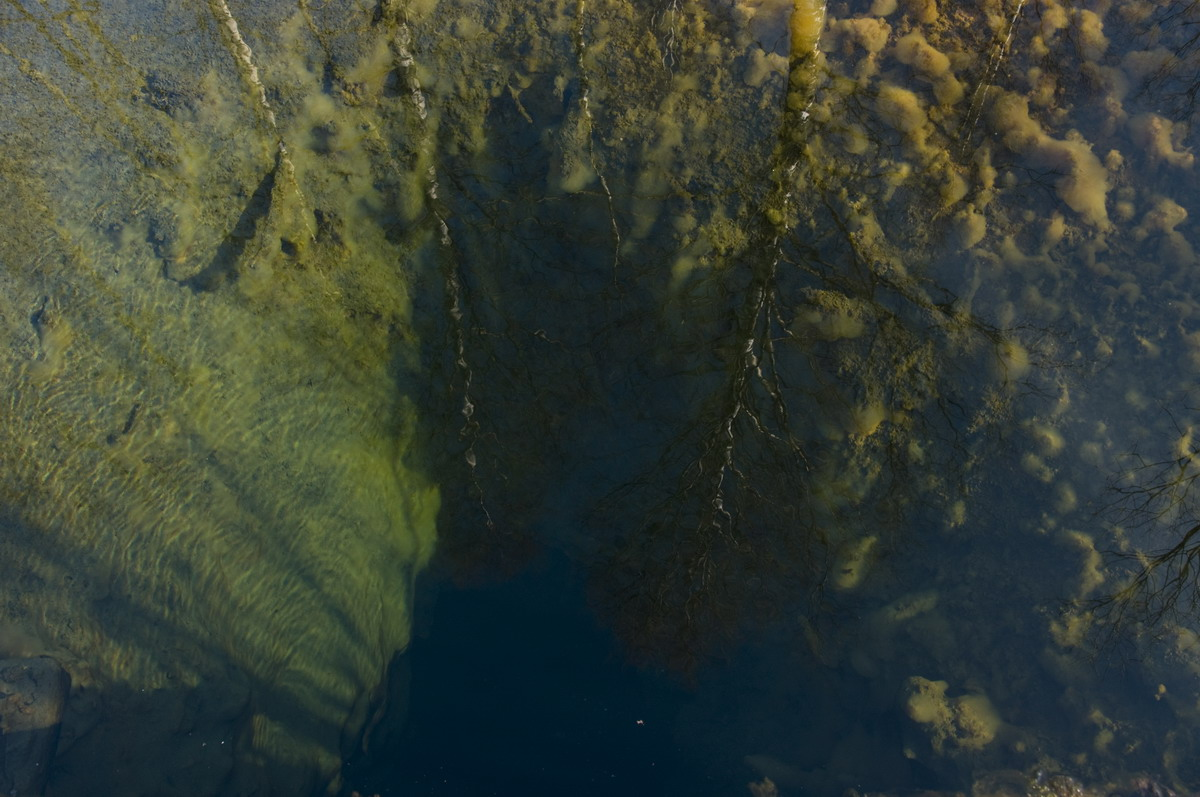
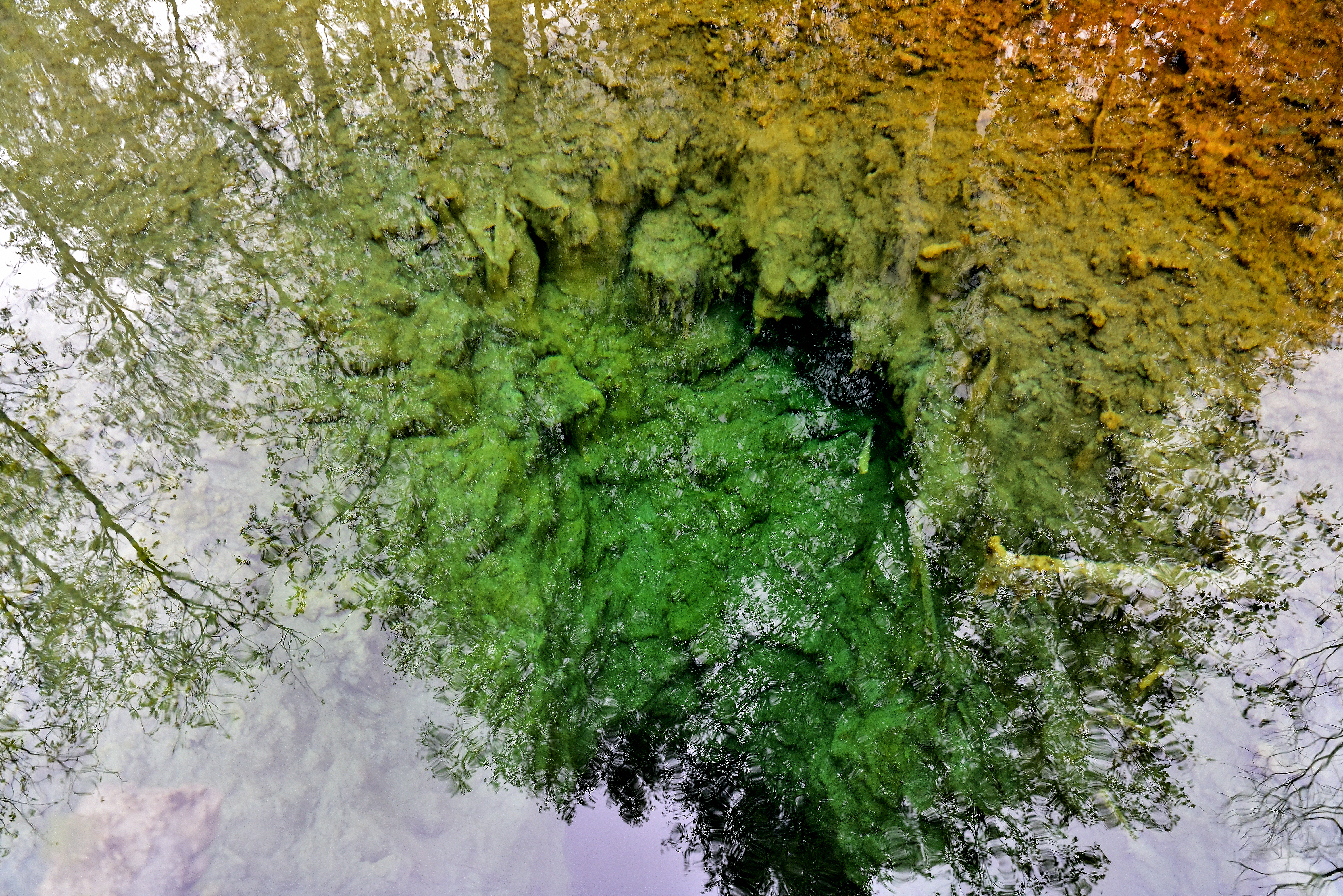
Родник карстового типа. Прозрачная родниковая вода и отражение деревьев
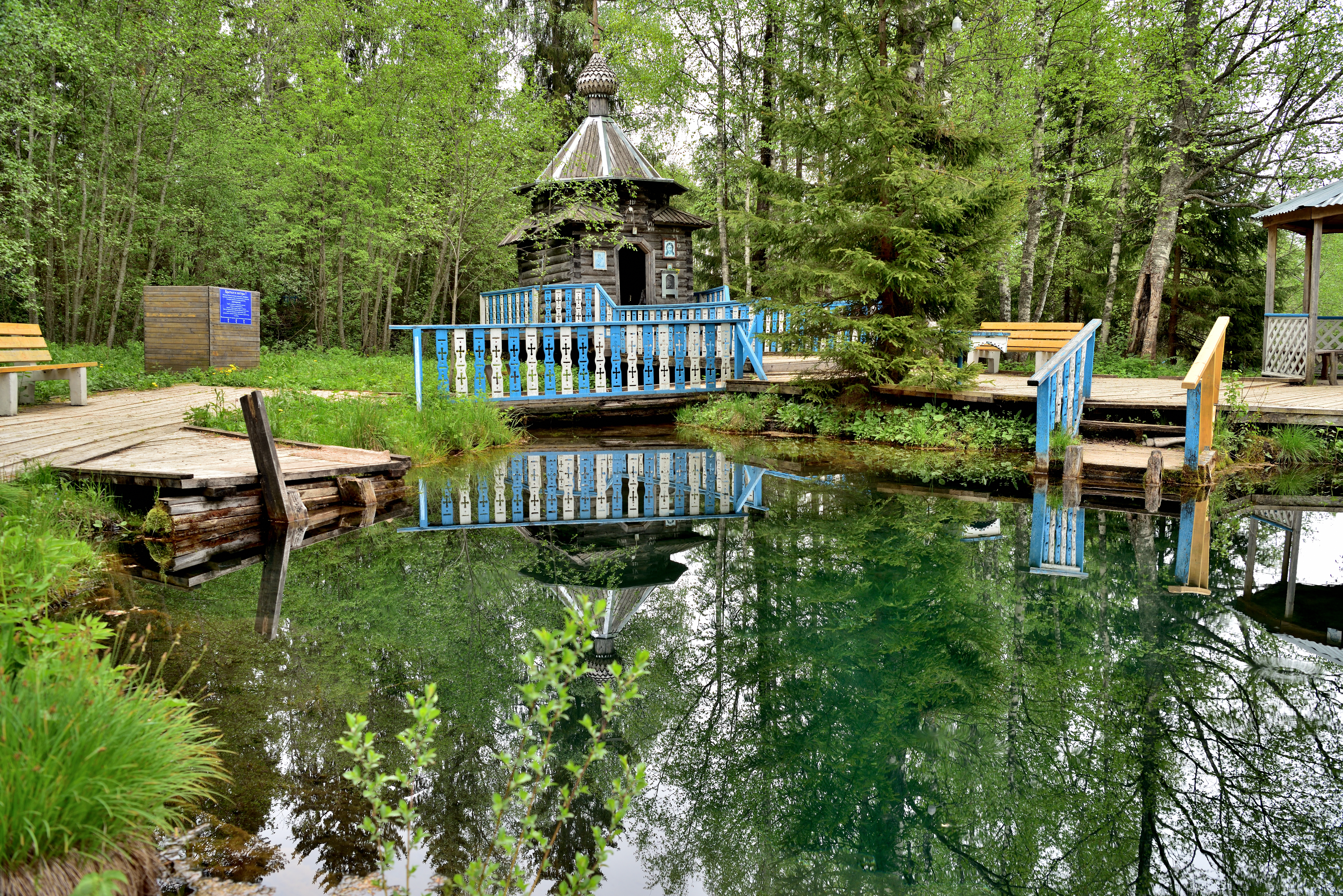
Зона вокруг родника
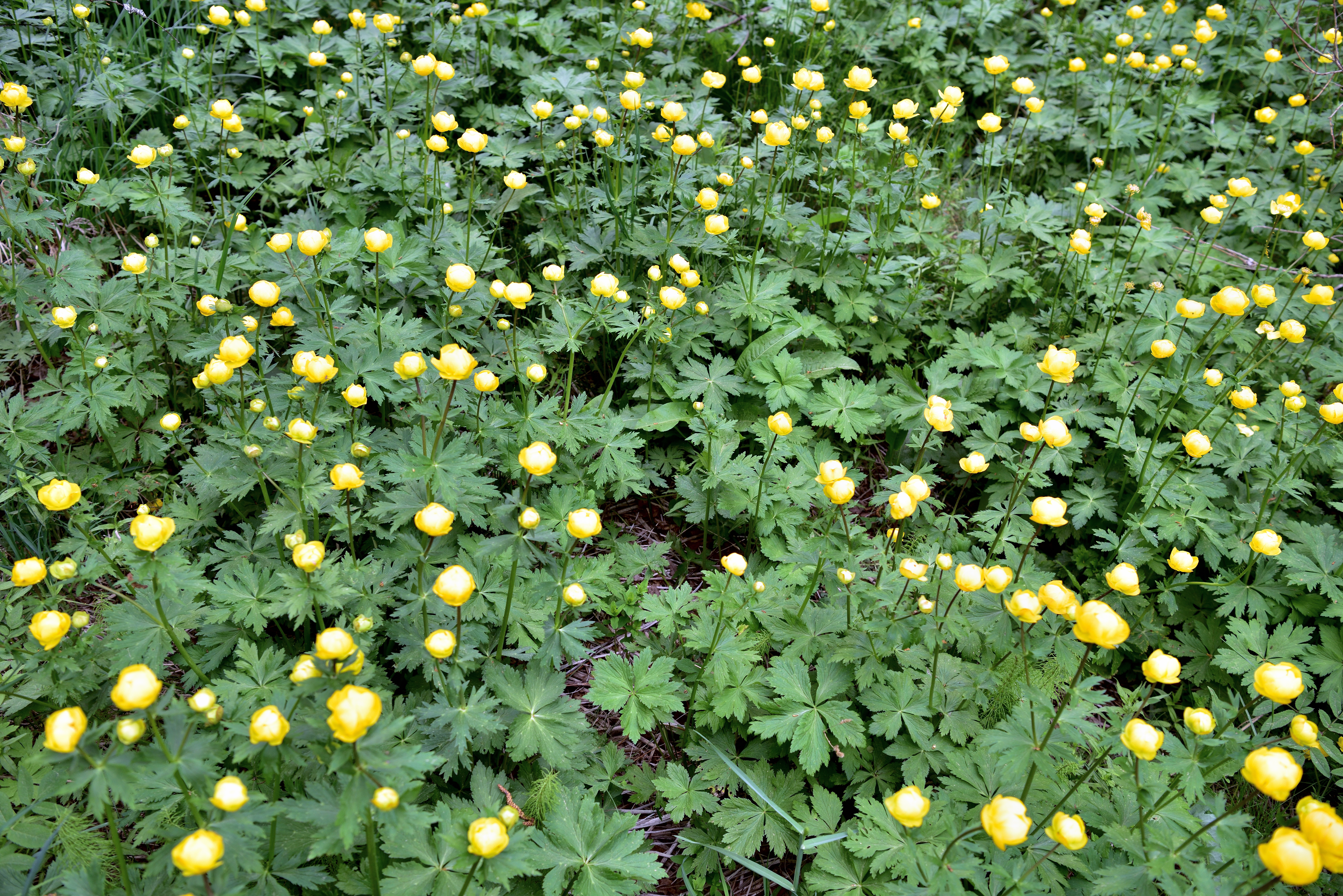
Болотные растения у родника
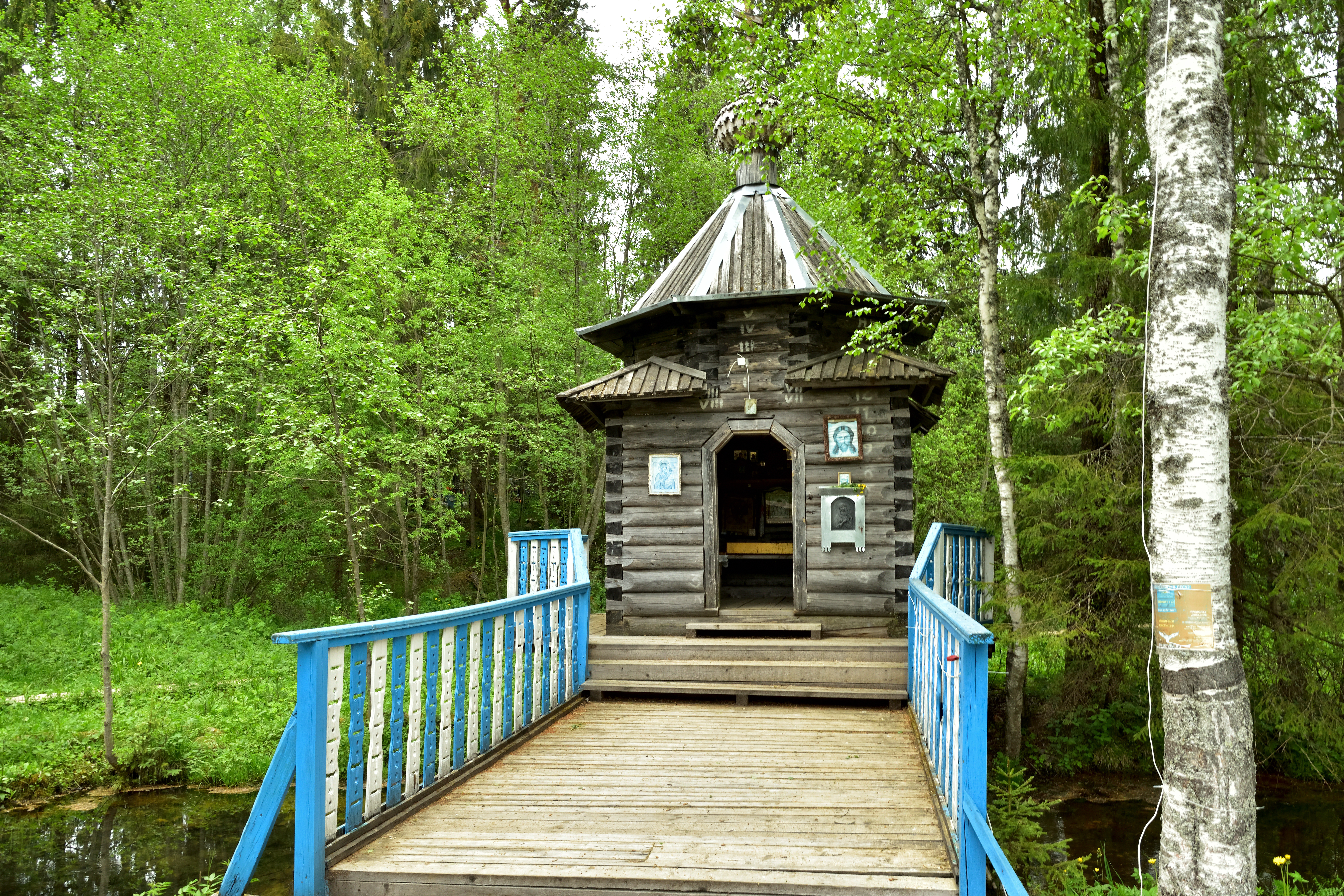
Часовня у родника